# Шелепихинский мост
Шелепи́хинский мост (при постройке — Краснопре́сненский мост) в Москве — трёхпролётный железобетонный балочный мост рамно-консольной конструкции через реку Москву. Соединяет Шмитовский проезд и Большую Филёвскую улицу. Построен в 1965 году.

## История строительства и реконструкции
Авторы проекта — инженер Н. Н. Рудомазин и архитектор К. Н. Яковлев (Гипротрансмост).
Полная длина сооружения с подходами 696 метров, а самого моста — 260,5 метра. Ширина моста 29.6 метра. Проезжая часть по 10,5 метров в каждую сторону и два тротуара — по 2,65 метра каждый.
Размеры пролётов — 58,5 + 128,0 + 58,0 м. В поперечном сечении основа моста — две коробчатые балки переменной высоты (от 6,4 м над опорами до 2,0 м в средней части). Главный пролёт монтировался навесным способом, из блоков массой 75-170 т, доставлявшихся по воде. Каждая из двух балок состоит из двадцати таких блоков, собранных на эпоксидном клею.
В 2006—2007 годах проведена капитальная реконструкция моста без остановки движения транспорта по нему (поочерёдно ремонтировалась сначала одна половина моста, затем другая).
Особенности
Отличием от сходной конструкции Автозаводского моста является симметрия консолей речного и берегового пролётов относительно опоры. Это упростило изготовление сборных элементов и позволило уменьшить противовесы на концах моста.
Это самый высокий мост из москворецких. Он на 3 метра выше остальных москворецких городских мостов с ездой поверху (не считая двухъярусных).

## Общественный транспорт
По Шелепихинскому мосту проходят автобусные маршруты № м34, 69, 315, 155, с369 (бывший 869), 366. При строительстве планировалось продлить трамвайную линию от Тестовского посёлка через мост к Филям, однако проект не был осуществлён.